# 埃韦利娜·梅基宁
埃韦利娜·梅基宁（芬蘭語：Eveliina Mäkinen，1995年4月12日—），旧姓苏翁佩（Suonpää），芬兰女子冰球运动员。她曾代表芬兰参加2014年、2018年和2022年冬季奥林匹克运动会冰球比赛，其中2018年奥运会和2022年奥运会各获得一枚铜牌。